# Stanislas Daniel de Vauguyon
Stanislas Daniel de Vauguyon est un homme politique français né le 4 mai 1823 à Clermont-Créans (Sarthe) et décédé le 20 avril 1871 à Versailles (Yvelines).

## Biographie
Fils de Louis Daniel de Vauguyon, député de la Sarthe, il épouse à Vitré le 24 juillet 1855, Amélie Le Moyne de la Borderie, sœur de l'historien de Bretagne, Arthur Le Moyne de la Borderie. Il fait carrière dans la Marine et est décoré des médailles militaires de Bomarsund et de Sébastopol. Il est fait officier de la Légion d'honneur sur le champ de bataille de Marchenoir le 10 décembre 1870.
Il est élu représentant de la Mayenne en février 1871 aux Élections législatives de 1871 et siège avec les monarchistes ; il est également maire de Cossé-le-Vivien d'où sa famille maternelle est originaire. 
Il vote, à Bordeaux, pour les préliminaires de paix, et se rend à Versailles, où il meurt dès le mois d'avril 1871.

## Sources
- « Stanislas Daniel de Vauguyon », dans Adolphe Robert et Gaston Cougny, Dictionnaire des parlementaires français, Edgar Bourloton, 1889-1891 [détail de l’édition] Sycomore
- "Stanislas Daniel de Vauguyon", notice de Bruno Poirier dans Les maires du sud Mayenne depuis 1800, 2011